# Lydia Egloff
Lydia Egloff, née en 1956 à Strasbourg, est une chef cuisinière française.
Le restaurant La Bonne Auberge dont elle est chef a eu une étoile au Guide Michelin de 1990 à 2021. Cela fait d'elle une des rares femmes chefs à avoir été étoilée en France.

## Parcours
Lydia Egloff, fille de mineurs, grandit à Rémering, en Moselle. Enfant, elle va en cuisine quand sa grand-mère est sollicitée pour ses talents culinaires à l'occasion d'un moment festif. Avec son père, elle goûte les vins. Voulant devenir sommelière, elle suit l'école hôtelière de Strasbourg. Elle se forme également chez Michel Bras à Vézelay et à la Charrue d'Or à Saargemünd, établissement fréquenté par des célébrités allemandes. Vers 1978, elle fait le tour de France de restaurants trois étoiles avec des amis. En 1979, elle réfléchit à ouvrir son propre établissement et travaille un temps au Negresco chez Jacques Maximin à Nice.
En 1980, Lydia Egloff ouvre la Bonne Auberge à Stiring-Wendel avec sa sœur Isabelle, sommelière et avec son mari Alain Piveteau en gestionnaire.
En 1990, le Guide Michelin décerne une étoile à La Bonne Auberge. L'étoile est perdue en 2022.
En 2000, elle est la première femme Maître Cuisinier de France.
En 2004, le guide Gault et Millau élit Lydia Egloff « chef de file » pour la région Lorraine.